# Grayenulla wishartorum
Grayenulla wishartorum är en spindelart som beskrevs av Zabka 1992. Grayenulla wishartorum ingår i släktet Grayenulla och familjen hoppspindlar. Inga underarter finns listade i Catalogue of Life.